# Rita Monico
Rita Monico (Milano, 22 maggio 1950) è una cantante italiana.

## Biografia
Iniziò a cantare in tenera età partecipando allo Zecchino d'Oro con Girotondo dei nonni e quindi ad altri concorsi canori come La maschera d'oro e Colosseo d'oro.
Esordì poi con una cover, per l'etichetta discografica ARC (sussidiaria della RCA), di What the World Needs Now Is Love, inserita con il titolo italiano Quando tu vorrai, che aveva per lato B la canzone Thrilling tratta dalla colonna sonora del film Thrilling composta da Ennio Morricone..
Ebbe poi un certo successo, soprattutto di critica, nella seconda metà degli anni 1960, incidendo diversi 45 giri e partecipando al Cantagiro 1966 con Non è mai tardi e ad Un disco per l'estate 1969 con La pace nel mio cuore.
Ebbe anche un'esperienza cinematografica partecipando al film Per amore... per magia..., in cui canta Concertato insieme a Gianni Morandi.

## Programmi televisivi RAI
- Roma 4, con Claudio Villa passeggiate per la città, di Bernardino Zapponi e Stefano De Stefani orchestra di Enrico Simonetti regia di Stefano De Stefani 30 aprile 1967.[3]
- Sempre nel 1967 apparve nella quarta puntata dello sceneggiato "Questi nostri figli" di Diego Fabbri, nella parte di una cantante di club, interpretando due brani, "Non è mai tardi" e "Quando tu vorrai".[4]

## Discografia

### Singoli
- 1960: Fiaba/Girotondo dei nonni (Cricket SPK 1043)
- 1960: Vorrei volare/A.E.I.O.U. cha cha cha (Cricket SPK 1046; con Armando Galimberti)
- 1960: Fiaba/Girotondo dei nonni (Cricket SPK 1048; con Armando Galimberti)
- 1960: Pupazzetti/Al castel di barbablu (Cricket SPK 1049)
- 1964: Non ho l'età (per amarti)/Una lacrima sul viso (Fonola NP 1420; lato B cantato da Jo Vasso)
- 1964: Se tu non mi vuoi/Di sera (ARC AN 4028)
- 1965: Thrilling (La regola del gioco) / Quando tu vorrai (ARC AN 4068)
- 1966: Non è mai tardi/Gocce di mare,gocce di sole (ARC AN 4088)
- 1966: Nata per amare te/Sere vuote (ARC AN 4105)
- 1968: Tu perdi tempo/Non è un addio (ARC AN 4140)
- 1969: La pace nel cuore/Sette lune (EUR, 10013)
- 1969: Quelli/E dopo che farai? (EUR, 10016)
- 1969: Un cerchio alla testa/Notti innocenti (EUR, 10017)
- 1971: Nella mia città/Una sciarpa rossa (Victory, VY 036)
- 1975: Sono mia/Leggenda del futuro (United Artists, UA 36022)

### Altre incisioni
- Se piangi, che fai?, canzone tratta dal film Il mostro, con Johnny Dorelli, Sydne Rome e Renzo Palmer (1977)